# Sacola reutilizável

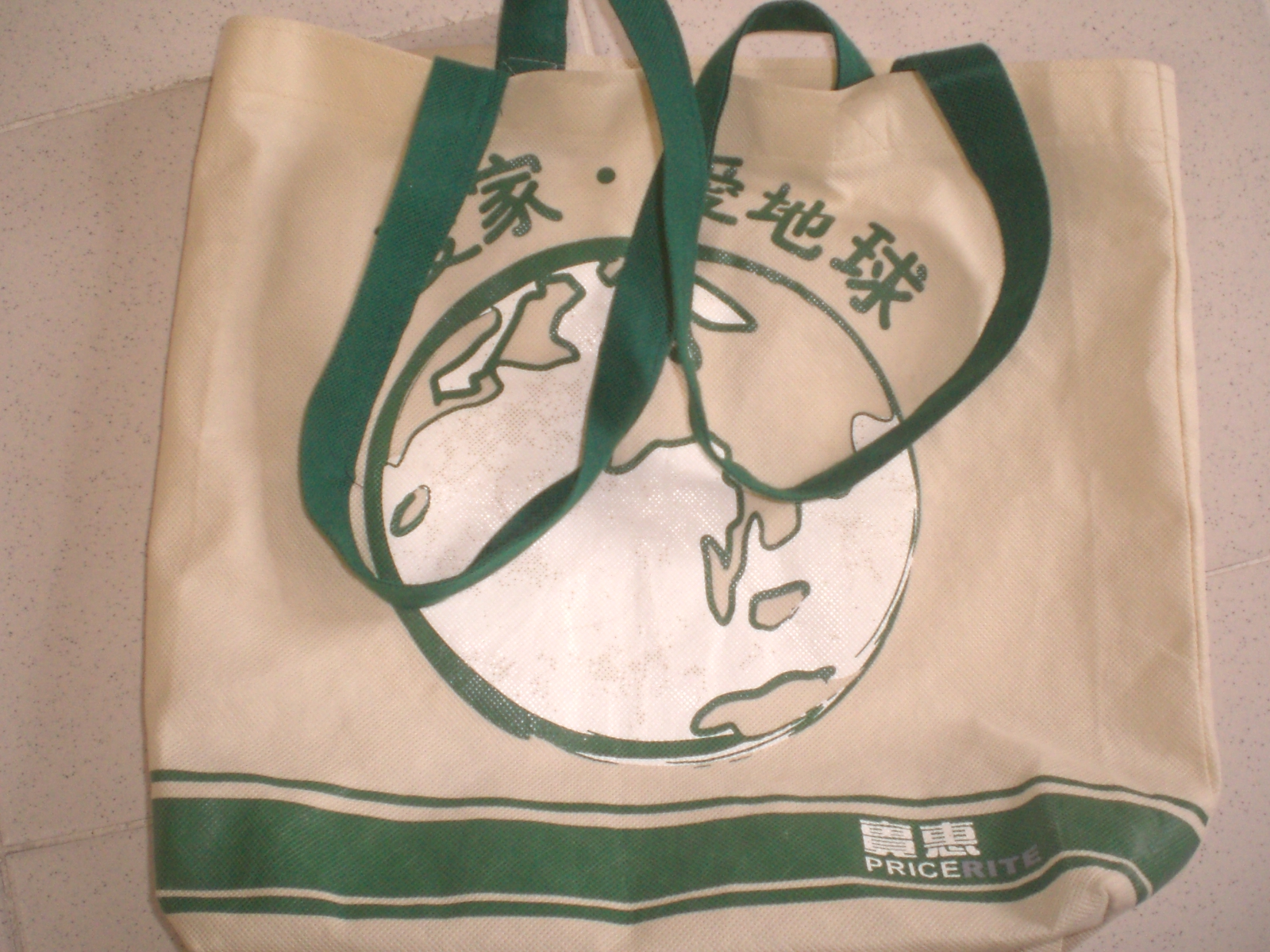
Uma sacola reutilizável fabricada na China

Sacola reutilizável (conhecida como sacola ecológica no Brasil) é uma espécie de sacola de plástico que pode ser utilizada diversas vezes. Feitas de pano ou outros materiais biodegradáveis, seu emprego está relacionado à projetos de sustentabilidade, que procuram evitar o uso único de sacos de plástico ou papel que, descartados, poluem o meio ambiente.

### Sacolas Reutilizáveis: Sustentabilidade ao Alcance de Todos[1]
O uso de sacolas reutilizáveis tem se tornado uma alternativa essencial para a redução do impacto ambiental causado pelo consumo excessivo de plástico. Cada vez mais pessoas e empresas estão adotando esse hábito, contribuindo para um futuro mais sustentável.

#### O Problema das Sacolas Plásticas
As sacolas plásticas convencionais são utilizadas por poucos minutos, mas podem levar centenas de anos para se decompor na natureza. Além disso, elas representam uma ameaça à vida marinha e poluem rios, oceanos e solo. Diante desse cenário, a substituição por sacolas ecológicas surge como uma solução viável e necessária.

#### Benefícios das Sacolas Reutilizáveis
1. Redução de Resíduos – Ao optar por sacolas reutilizáveis, diminui-se a demanda por plástico descartável, reduzindo a poluição.
2. Maior Durabilidade – Produzidas com materiais resistentes, como algodão e TNT, essas sacolas suportam mais peso e duram muito mais tempo.
3. Versatilidade e Estilo – Além de ecológicas, estão disponíveis em diversos modelos e designs, tornando-se também um acessório prático para o dia a dia.
4. Economia a Longo Prazo – Muitas cidades já cobram pelo uso de sacolas plásticas nos supermercados, o que torna a reutilização uma escolha financeiramente vantajosa.

#### Empresas e Sustentabilidade
Muitas marcas estão adotando sacolas personalizadas como estratégia para promover sua identidade de forma sustentável. Além de serem uma ferramenta de marketing eficaz, ajudam a conscientizar consumidores sobre práticas ambientais responsáveis.
Hoje, é possível encontrar diversas opções de sacolas ecológicas feitas de materiais reciclados ou sustentáveis. Alguns fornecedores especializados oferecem modelos personalizados para empresas que desejam alinhar seus valores à sustentabilidade.
Se você está pensando em adotar o uso de sacolas reutilizáveis, há muitas alternativas no mercado que podem atender às suas necessidades, combinando responsabilidade ambiental com praticidade.

Fonts
https://sacolaspersonalizadas.net